# Spirits of St. Louis 1975-1976
La stagione 1975-76 degli Spirits of St. Louis fu la 9ª e ultima nella ABA per la franchigia.
Gli Spirits of St. Louis arrivarono sesti nella regular season con un record di 35-49, non qualificandosi per i play-off.

## Roster
| N° | Naz.                   | Ruolo | Sportivo       | Anno | Alt. | Peso |
| -- | ---------------------- | ----- | -------------- | ---- | ---- | ---- |
| 1  | Stati Uniti (bandiera) | GA    | Ron Boone      | 1946 | 188  | 91   |
| 3  | Stati Uniti (bandiera) | AC    | Caldwell Jones | 1950 | 211  | 98   |
| 10 | Stati Uniti (bandiera) | A     | Don Adams      | 1947 | 198  | 95   |
| 10 | Stati Uniti (bandiera) | G     | Mike D'Antoni  | 1951 | 191  | 84   |
| 12 | Stati Uniti (bandiera) | G     | Don Chaney     | 1953 | 196  | 95   |
| 13 | Stati Uniti (bandiera) | A     | Rudy Hackett   | 1953 | 206  | 95   |
| 13 | Stati Uniti (bandiera) | AC    | Moses Malone   | 1955 | 208  | 98   |
| 14 | Stati Uniti (bandiera) | G     | Freddie Lewis  | 1943 | 183  | 79   |
| 20 | Stati Uniti (bandiera) | AC    | Maurice Lucas  | 1952 | 206  | 98   |
| 22 | Stati Uniti (bandiera) | GA    | Gus Gerard     | 1953 | 203  | 95   |
| 24 | Stati Uniti (bandiera) | AC    | Marvin Barnes  | 1952 | 203  | 95   |
| 30 | Stati Uniti (bandiera) | GA    | M.L. Carr      | 1951 | 198  | 93   |
| 34 | Stati Uniti (bandiera) | G     | Mike Barr      | 1950 | 191  | 82   |
| 40 | Stati Uniti (bandiera) | G     | Barry Parkhill | 1951 | 193  | 84   |
| 42 | Stati Uniti (bandiera) | A     | Steve Green    | 1953 | 201  | 100  |
| 42 | Stati Uniti (bandiera) | A     | Harry Rogers   | 1950 | 201  | 88   |
| 45 | Stati Uniti (bandiera) | C     | Randy Denton   | 1949 | 208  | 109  |
| 45 | Stati Uniti (bandiera) | AC    | Paul Ruffner   | 1948 | 208  | 102  |

## Staff tecnico
- Allenatori: Rod Thorn (20-27) (fino al 30 gennaio)[1], Joe Mullaney (15-22)
- Vice-allenatore: John Morrison